# Élite (televisieserie)
Élite, geschreven als E L I T Ǝ, is een Spaanse televisieserie, die geproduceerd werd voor Netflix door Carlos Montero en Darío Madrona. De serie speelt zich af in Las Encinas, een fictieve elitaire middelbare school en draait om de relaties tussen drie studenten uit de arbeidersklasse die via een studiebeursprogramma aan de school zijn ingeschreven en hun rijke klasgenoten.
Élite verkent thema's die verband houden met tienerdrama's, maar bevat ook progressievere problemen en andere kanten van de clichés. Deze omvatten veel verschillende seksuele thema's. De serie vertelt via gesprekken tijdens een moordonderzoek hoe de groep tieners terugblikken op de gebeurtenissen die leidden tot de dood van een van hen. De serie speelt zich daardoor af in twee tijdlijnen.
Het eerste seizoen werd uitgebracht op 5 oktober 2018. In september 2019 kwam het tweede seizoen uit. Nog voor de start van het tweede seizoen werd bekendgemaakt dat er een derde seizoen zou komen. Het derde seizoen is uitgebracht op 13 maart 2020 en het vierde seizoen op 18 juni 2021. Het vijfde seizoen werd uitgebracht op 8 april 2022. Het zesde seizoen werd uitgebracht op 18 november 2022. Het zevende seizoen volgde op 20 oktober 2023 en het achtste en tevens laatste seizoen verscheen op 26 juli 2024.

## Verhaal

### Seizoen 1
Samuel, Nadia en Christian, drie studenten uit het arbeidersmilieu, krijgen een beurs om naar een elitaire school te gaan nadat hun school ingestort is door een constructiefout. De nieuwe school, Las Encinas, is de meest exclusieve privéschool in Spanje. De rijke kinderen die daar studeren zien hen niet graag komen, maar ze sluiten al snel vriendschappen met hen, wat tot afgunst leidt van anderen.
De serie werkt regelmatig met flashbacks. Aan het einde van de eerste aflevering wordt duidelijk dat Marina vermoord is. De leerlingen worden de hele tijd ondervraagd en gedurende alle afleveringen is Marina nog in leven. Ze proberen er achter te komen wie schuldig is voor haar dood. Wanneer ze denken dat de moordenaar gevonden is, moet de waarheid nog gesproken worden.

### Seizoen 2
Hoewel de politie een hoofdverdachte heeft opgepakt, blijft de moord op Marina de gemoederen bezighouden op Las Encinas. Want is Nano wel de dader? Zelf ontkent hij in alle toonaarden, wat met name zijn broer Samuel aan het twijfelen brengt. Samuel gaat op onderzoek uit en vermoedt dat Carla meer af weet van de ware toedracht. Hij verzamelt steeds meer aanwijzingen dat de politie het bij het verkeerde eind heeft en het lukt hem daarnaast om ook anderen te overtuigen van de onschuld van zijn broer. Maar dan wordt Samuel zelf vermist. Met de leugenachtige Cayetana, de brutale Rebeka en losbol Valerio zijn er bovendien drie nieuwe personages toegevoegd. Bij veel van de persoonlijke kwesties lijkt geld de oplossing, maar niet alles is te koop.

### Seizoen 3
Na de moord op Marina in seizoen 1 en de verdwijning van Samuel in seizoen 2, staat in seizoen 3 van Élite de dood van Polo centraal. Tijdens het eindfeest van Las Encinas valt hij vanaf een hoger gelegen deel naar beneden op de dansvloer. Wie de eerste twee seizoenen heeft gezien, zal concluderen dat zijn dood niet uit de lucht komt vallen. Polo was gehaat bij vrijwel iedereen. Waar in de eerste twee seizoenen de tegenstelling tussen arm en rijk werd uitvergroot, draait het nu om verzoening. Zelfs Nadia en Lucretia blijken bijvoorbeeld vriendinnen te kunnen worden, terwijl ze elkaar eerder niet konden luchten of zien. Ondertussen worden er twee nieuwe leerlingen geïntroduceerd, namelijk Yeray en Malick.

### Seizoen 4
De belangrijkste verhaallijnen uit de eerste drie seizoenen zijn afgehandeld en de helft van de studenten op Las Encinas is afgestudeerd of overleden. Maar zoals het op een school gaat, komt er vanzelf nieuwe aanwas. Tijdens een flashforward is te zien hoe Ari halfdood uit het water wordt gehaald. Is zij daar zelf ingesprongen? Is zij aangevallen? Overleeft ze het? En wat is er gebeurd? Er verschijnt een nieuwe directeur en hij neemt zijn drie kinderen Ari, Patrick en Mencía, mee. De komst van prins Phillippe leidt bovendien tot nieuwe spanningen.

### Seizoen 5
De climax van het vijfde seizoen is Samuels dood. Maar wat echt centraal staat dit seizoen is het geheim van de dood van Armando. Na de dood van Armando uit het vorige seizoen duikt zijn lichaam plots weer op. Omar, die niet wist dat Samuel, Rebeka en Guzmán ermee te maken hebben, dreigt dat de politie gebeld moet worden. Dit leidt tot grote problemen, vooral tussen Samuel en directeur Benjamín, die de twee hoofdverdachten zijn voor de politie.
In een flashforward is te zien hoe het lichaam van Samuel in het zwembad drijft. Wie is dit keer de moordenaar? Zou het iets te maken hebben met de dood van Armando? Bovendien komen twee nieuwe studenten Las Encinas binnen, de diva Isadora en de goedaardige Iván.

### Seizoen 6
Na de dood van Samuel heeft Ari het erg moeilijk. Met haar vader Benjamín in de gevangenis is het nog moeilijker voor Ari en ook voor Mencía en Patrick. Vier nieuwe studenten hebben zich ingeschreven voor Las Encinas: Nico, Sara, Didàc en Rocío. Nico is een transgenderjongen bij wie Ari erg in de smaak valt. Sara heeft, samen met haar giftige vriend Raúl, een influencerkanaal waar ze dagelijks filmpjes op post. Didàc probeert Isadora te helpen met het incident dat vorig seizoen gebeurde en ze worden op het einde een stel.
Cruz, de vader van Iván, is overleden door een vechtpartij. Iván geeft zijn ex-vriend Patrick de schuld hiervan. Later wordt Ivan overreden door een auto en hij belandt ernstig gewond in het ziekenhuis. Sara, die niet oplette tijdens het rijden, is de schuldige hiervan. Raúl probeert haar schuld te verbergen door Mencía de schuld te geven. Op het einde wordt Benjamín vrijgelaten en hij gaat, samen met zijn drie kinderen, weg uit de stad. Het seizoen eindigt met een cliffhanger waar iemand in een auto met een geweer schiet.

### Seizoen 7
Twee weken na de gebeurtenissen van het vorige seizoen grijpt Omar, nu op de universiteit, de kans aan om deel te nemen aan een stage bij Las Encinas. Tegelijkertijd worstelt hij met een depressie die een jaar eerder begon met de dood van Samuel. Omar heeft een relatie met Joel, die ook naar Las Encinas gaat. Ondertussen zijn Patrick, Ari en Mencía verhuisd uit Madrid en Iván herstelt van zijn ongeluk. Isadora worstelt met de uitdagingen in haar relatie met Didàc, terwijl Sara worstelt met haar toxische relatie met Raúl. Nico, Sonia en Rocío worden geconfronteerd met hun eigen problemen. Een eigenaardige nieuwe student, Chloe, en haar raadselachtige moeder, Carmen, maken hun entree. Daarnaast schrijft Nico's neef, Eric, zich in bij Las Encinas.

### Seizoen 8
Enkele weken na de gebeurtenissen van het vorige seizoen gaan de studenten hun laatste jaar afronden. Een vereniging van oud-studenten van Las Encinas, de Alumni Club, geleid door de controversiële Héctor en Emilia Krawietz, is op zoek naar nieuwe rekruten. Ondertussen zijn Dídac en Rocío vertrokken uit Madrid. Eric en Chloe beginnen een turbulente relatie. Sara probeert de dood van Raúl te verwerken en creëert een nieuwe band met Nico. Sonia en Dalmar beginnen ook een relatie. Isadora kampt met problemen met haar familie en de politie, terwijl Iván, die terugkwam uit Zuid-Afrika, probeert een band met Joel te herstellen.
De Alumni Club wordt steeds gevaarlijker en Omar, die Las Encinas heel goed kent, probeert ertegen te vechten, ook met de hulp van zijn zus Nadia. Joel raakt echter verwikkeld in de gevaarlijke praktijken van de Alumni Club, wat hem uiteindelijk zijn leven kost. Omar, vechtend voor gerechtigheid na het verliezen van nog een vriend op Las Encinas, weet de ellende te stoppen middels een definitieve sluiting van Las Encinas aan het einde van het seizoen.

## Rolverdeling
Legenda
 = Hoofdrol
 = Bijrol
 = Gastrol
 = Geen rol
| Acteur               | Personage                         | Aantal afleveringen | Aantal afleveringen | Aantal afleveringen | Aantal afleveringen | Aantal afleveringen | Aantal afleveringen | Aantal afleveringen | Aantal afleveringen | Aantal afleveringen |
| Acteur               | Personage                         | S01                 | S02                 | S03                 | S04                 | S05                 | S06                 | S07                 | S08                 | Totaal              |
| -------------------- | --------------------------------- | ------------------- | ------------------- | ------------------- | ------------------- | ------------------- | ------------------- | ------------------- | ------------------- | ------------------- |
| Itzan Escamilla      | Samuel "Samu" Garcia              | 8                   | 8                   | 8                   | 8                   | 8                   |                     |                     |                     | 40                  |
| Omar Ayuso           | Omar Shanaa                       | 8                   | 8                   | 8                   | 8                   | 7                   |                     | 8                   | 8                   | 55                  |
| Miguel Bernardeau    | Guzmán Nunier                     | 8                   | 8                   | 8                   | 8                   |                     |                     |                     |                     | 32                  |
| Arón Piper           | Ander Muñoz                       | 8                   | 8                   | 8                   | 8                   |                     |                     |                     |                     | 32                  |
| Claudia Salas        | Rebeka "Rebe" de Bormujo Ávalos   |                     | 8                   | 8                   | 8                   | 8                   |                     |                     |                     | 32                  |
| Georgina Amorós      | Cayetana Grajera Prando           |                     | 7                   | 8                   | 8                   | 8                   |                     |                     |                     | 31                  |
| Mina El Hammani      | Nadia Shanaa                      | 8                   | 8                   | 8                   | 3                   |                     |                     |                     | 4                   | 31                  |
| Danna Paola          | Lucrecia "Lu" Montesinos Hendrich | 8                   | 8                   | 8                   |                     |                     |                     |                     |                     | 24                  |
| Ester Expósito       | Carla Rosón                       | 8                   | 8                   | 8                   |                     |                     |                     |                     |                     | 24                  |
| Álvaro Rico          | Leopoldo "Polo" Benavent          | 8                   | 8                   | 8                   |                     |                     |                     |                     |                     | 24                  |
| Manu Rios            | Patrick Blanco                    |                     |                     |                     | 8                   | 8                   | 8                   |                     |                     | 16                  |
| Carla Diáz           | Ariadna "Ari" Blanco              |                     |                     |                     | 8                   | 8                   | 8                   |                     |                     | 16                  |
| Martina Cariddi      | Mencía Blanco                     |                     |                     |                     | 8                   | 8                   | 8                   |                     |                     | 16                  |
| Jorge López          | Valerio Montesinos                |                     | 8                   | 8                   |                     |                     |                     |                     |                     | 16                  |
| Diego Martín         | Benjamín Blanco                   |                     |                     |                     | 8                   | 8                   |                     |                     |                     | 16                  |
| Pol Granch           | Phillippe von Triesenberg         |                     |                     |                     | 7                   | 8                   |                     |                     |                     | 15                  |
| Jaime Lorente        | Fernando "Nano" García Domínguez  | 8                   | 5                   | 1                   |                     |                     |                     |                     |                     | 14                  |
| María Pedraza        | Marina Nunier                     | 8                   | 1                   | 1                   |                     |                     |                     |                     |                     | 10                  |
| Andrés Velencoso     | Armando                           |                     |                     |                     | 8                   | 2                   |                     |                     |                     | 10                  |
| Miguel Herrán        | Christian Varela                  | 8                   | 1                   |                     |                     |                     |                     |                     |                     | 9                   |
| Leïti Sène           | Malick D.                         |                     |                     | 8                   |                     |                     |                     |                     |                     | 8                   |
| Valentina Zenere     | Isadora Artiñán                   |                     |                     |                     |                     | 8                   | 8                   | 8                   | 8                   | 32                  |
| André Lamoglia       | Iván Carvalho                     |                     |                     |                     |                     | 8                   | 8                   | 8                   | 8                   | 32                  |
| Sergio Momo          | Yeray                             |                     |                     | 6                   |                     |                     |                     |                     |                     | 6                   |
| Carloto Cotta        | Cruz Carvalho                     |                     |                     |                     |                     | 6                   | 4                   |                     |                     | 10                  |
| Adam Nourou          | Bilal                             |                     |                     |                     |                     | 4                   | 8                   |                     |                     | 12                  |
| Carmen Arrufat       | Sara                              |                     |                     |                     |                     |                     | 8                   | 8                   | 8                   | 24                  |
| Ander Puig           | Nico Fernández de Velasco Viveros |                     |                     |                     |                     |                     | 8                   | 8                   | 8                   | 24                  |
| Iván Mendes          | Dalmar                            |                     |                     |                     |                     |                     | 1                   | 7                   | 8                   | 16                  |
| Mirela Balić         | Chloe Ibarra Silva                |                     |                     |                     |                     |                     |                     | 8                   | 8                   | 16                  |
| Maribel Verdú        | Carmen Silva                      |                     |                     |                     |                     |                     |                     | 8                   | 8                   | 16                  |
| Fernando Líndez      | Joel Castellano                   |                     |                     |                     |                     |                     |                     | 8                   | 8                   | 16                  |
| Gleb Abrosimov       | Eric de Velasco Viveros           |                     |                     |                     |                     |                     |                     | 8                   | 8                   | 16                  |
| Nuno Gallego         | Héctor Krawietz                   |                     |                     |                     |                     |                     |                     |                     | 8                   | 8                   |
| Ane Rot              | Emilia Krawietz                   |                     |                     |                     |                     |                     |                     |                     | 8                   | 8                   |
| Alejandro Albarracín | Luís Marín                        |                     |                     |                     |                     |                     |                     | 8                   | 8                   | 16                  |

## Miniserie
Onder de naam Élite Historias Brevas (vertaling: korte verhalen) gaf Netflix voorafgaand aan het vierde seizoen een miniserie bestaand uit vier korte verhalen. Tijdens deze miniserie worden er nieuwe scholieren toegevoegd aan de cast, maar wordt er ook afscheid genomen van sommige castleden. De delen bestaan uit drie afleveringen van ongeveer 15 minuten per keer.
Guzmán, Cayetana, Rebekaterwijl Rebe een gezellige housewarmingparty organiseert voor haar vrienden, slaat de sfeer snel om door aanwezigheid van drugs en plotselinge ongenode gasten.
Nadia, GuzmánNadia is terug in Spanje voor de bruiloft van haar zus. Ze twijfelt of ze moet afspreken met Guzmán met wie ze een langeafstand relatie heeft.
Ander, Omar, AlexisAnder leert Alexis kennen in het ziekenhuis, nadat hij te horen had gekregen dat hij ernstig ziek is. Nu Ander zelf aan de beterende hand is, wil hij zijn chemopartner ondersteunen.
Carla, SamuelSamuel brengt een groot romantisch gebaar naar Carla op het vliegveld in de hoop haar in Spanje te kunnen houden.
In december 2021 kwam Élite opnieuw met een miniserie over de scholieren. De drie delen hadden dit keer weer drie afleveringen, maar van ongeveer 10 minuten.
Phillipe Caye Felipeals Cayetana kleren doneert met Rebe, ontmoet ze een nieuwe vriend. Ze biedt aan om hem te helpen met het herstellen van kleding voor kerst. De genereuze donatie van Phillipe overvalt Cayetana. Ze vraagt hem om haar een gunst te verlenen in ruil voor een diner.
Samuel OmarSamuel hoort dat zijn moeder nog duizenden euro's huur verschuldigd is en moet een manier vinden om te huisbaas te betalen, wil hij niet uit het huis gezet worden. Omar helpt Samuel verleidelijke foto's te maken voor zijn pagina op de website 'Only for You', maar het plan pakt verkeerd uit.
PatrickPatrick voelt zich verstikt door zijn familie en gaat naar een hut in het bos om alleen te zijn, maar daar krijgt hij te maken met een aantrekkelijke verleiding. De drugs die Patrick heeft genomen, roepen pijnlijke herinneringen op en veroorzaken een aantal verontrustende visioenen.